# Setaria basiclada
Espèce
Setaria basiclada est une espèce de plantes à fleurs de la famille des Poaceae. Elle est originaire d'Australie et décrite pour la première fois en 1923 par Dorothy Kate Hughes. Il s'agit d'une plante annuelle que l'on trouve dans les déserts et les zones arbustives sèches.

## Description
Dans sa publication de 1923, Dorothy Kate Hughes en donne la description suivante : 

« Annuelle, jusqu'à 45 cm. inflorescence haute enfermée. Chaumes géniculé-ascendant, multinodulaire à nœuds glabres, à nouveau ramifié. Les gaines des feuilles sont glabres ; ligules courtes, ciliées ; lames linéaires, longues de 3-10 cm, larges de 0,1 à 0,3 cm, plates ou enroulées lâchement, effilées à l'extrémité, piquantes. Grappes minces, longue de 2-4 cm, généralement ramifiées. Épillets unisériés, longs de 2-3 mm et glabre »

.

## Répartition
Setaria basiclada est endémique d'Australie et se rencontre dans les États d'Australie-Méridionale, d'Australie-Occidentale et du Queensland, et dans le Territoire du Nord.

## Systématique
Le nom correct complet (avec auteur) de ce taxon est Setaria basiclada (Hughes) R.D.Webster (d),.
L'espèce a été initialement classée dans le genre Paspalidium sous le basionyme Paspalidium basicladum Hughes,.
Setaria basiclada a pour synonyme :
- Paspalidium basicladum Hughes

### Étymologie
Le nom de genre Setaria vient du latin « saeta » signifiant « soie ». Les épillets sont entourés de soies.

### Publications originales
- Description originale de 1923 sous le taxon Paspalidium basicladum :
  - (en + la) D.K. Hughes, « The Genus Panicum of the Flora australiensis », Bulletin of Miscellaneous Information Kew, Londres, Majesty's Stationery Office, vol. 1923, no 9,‎ 1923, p. 305-332 (ISSN 0366-4457, OCLC 7052979, DOI 10.2307/4120238, JSTOR 4120238, lire en ligne).
- Révision de 1995 :
  - (en) Robert D. Webster, « Nomenclatural Changes in Setaria and Paspalidium (Poaceae: Paniceae) », Sida, vol. 16, no 3,‎ 1995, p. 439-446 (ISSN 0036-1488 et 2334-3273, JSTOR 41967146, lire en ligne).